# Транспортировщик поддонов
Транспортировщик поддонов — устройство, служащее для перемещения грузов, преимущественно на поддонах (палетах).

## История

### Тележки в России
Первыми в России появились тележки финской фирмы «Rocla», от названия которых и пошло сленговое название «рохля». Они отличались долговечностью, хорошими техническими характеристиками и дороговизной. До 1990-х годов с ними конкурировали более распространенные и дешевые болгарские тележки. моделей КТ-20Н и КТ-25Н марки «Складова техника» (г. Горна-Оряховица), V-2000 и V-3000 марки «Vagrianka» (г. Лавликени), марками «Jantra», «Simetro» (г. Велико-Тырново) и «Гарант» (г. Бяла-Слатина).
В 1990-е годы на российском рынке появились японские тележки «Mitsubishi», датские «BV», английские Hyster и «Boss», немецкие Jungheinrich, французские «MIC», финские «Rocla», итальянские «Pramac Lifter» и шведские «ВТ». 
В конце 1990-х годов на рынке массово стали появляться азиатские производители, выпускающие технику под контролем европейских концернов, например «Pfaff Silberblau».

## Разновидности

### Ручная гидравлическая тележка
Гидравлическая тележка — от обычных тележек отличается наличием гидравлического домкрата, который с помощью тяг и рычагов поднимает и опускает вилы тележки.
- Гидравлическая тележка

### Электротележка
Электротележка предназначены для перевозки грузов массой до 2 тонн со скоростью до 20 км/час.
Все электрические тележки — это цельносварные конструкции, предусматривающие доступ к отдельным узлам при обслуживании.
- Электрическая тележка

#### Разновидности
Электротележки бывают сидячие и стоячие, то есть в первых из них водитель может сидеть на специальном кресле.
- Пешеходные самоходные тележки;
- Электрические тележки с откидной платформой;
- Электрические тележки с кабиной оператора.

 — обладает большей грузоподъёмностью и скоростью передвижения, нежели обычная ручная гидравлическая тележка, и обладает существенным преимуществом — не утомляет оператора в процессе подъёма и перемещения груза.

Высота подъёма груза транспортировщиком поддонов мала (120—200 мм) — он только приподнимает груз для его дальнейшей транспортировки. Грузоподъёмность достигает 3500 кг.

#### Особенности
В конструкциях электрических тележек используются колеса с пневматическими шинами. Есть специальные шины, расположенные на тележках, которые, в свою очередь, используются в помещениях с загрязненной разрушающей поверхность колеса основой пола.

#### Дополнительные функции
В наше время модели оснащаются светотехническими приборами и регулятором числа оборотов двигателя. Электрические тележки снабжаются кислотными тяговыми батареями. Для специальных целей используются тележки с удлиненной платформой и увеличенными колесами.

## Примечание
1. ↑  Штабелёры с поворотной рукояткой. Дата обращения: 4 мая 2017. Архивировано 27 апреля 2017 года.